# Federación centroafricana de baloncesto
La FCBB (por sus siglas en inglés Fédération Centrafricaine de Basketball) es el organismo que rige las competiciones de clubes y la Selección nacional de República Centroafricana. Pertenece a la asociación continental FIBA África.